# (10506) Rydberg
(10506) Rydberg  es un asteroide perteneciente al cinturón de asteroides, descubierto el 13 de febrero de 1988 por Eric Walter Elst desde el Observatorio La Silla, en Chile.

## Designación y nombre
Rydberg se designó inicialmente como 1988 CW4.
Más adelante fue nombrado en honor al físico sueco Johannes Rydberg (1854-1919).

## Características orbitales
Rydberg orbita a una distancia media del Sol de 2,9937 ua, pudiendo acercarse hasta 2,8491 ua y alejarse hasta 3,1383 ua. Tiene una excentricidad de 0,0482 y una inclinación orbital de 6,9346° grados. Emplea en completar una órbita alrededor del Sol 1892 días.

## Características físicas
Su magnitud absoluta es 13,5. Tiene 13,348 km de diámetro. Su albedo se estima en 0,054.